# Радзивилл, Николай Старый
Никола́й Радзиви́лл Ста́рый (пол.  Mikołaj Radziwiłłowicz; ум. 16 июля 1509) — государственный деятель Великого княжества Литовского, канцлер великий литовский и виленский воевода с 1492 года, каштелян трокский c 1488 года, наместник новгородский и белзский c 1488 года, наместник смоленский.
Сын Радзивилла Остиковича, в связи с чем также известен как Николай Радзивиллович. До 2 декабря 1481 года был наместником Смоленска. Осенью 1483 года получил в командование 10 тысяч воинов для обороны смоленских земель. 31 мая 1488 года впервые упоминается как каштелян трокский. В начале 1492 года стал канцлером великим литовским и воеводой виленским; вступил в должность в качестве преемника Олехны Судимонтовича.
Был трижды женат. Его первой женой была дочь Ивана Монивидовича София. Имел четырёх сыновей: Войцеха, Юрия, Яна, Николая и дочь Анну, которая стала женой князя мазовецкого Конрада III Рыжего.
Второй женой была тоже София, дочь князя Ивана Юрьевича Заславского; третьей — София (Феодора) Кобринская.